# Torsten Nilsson
Harald Torsten Leonard Nilsson (* 1. April 1905 in Nevishög, Malmöhus län; † 14. Dezember 1997 in Oscars församling, Stockholm) war ein schwedischer Politiker der Schwedischen Sozialdemokratischen Arbeiterpartei (Sveriges socialdemokratiska arbetareparti).

## Leben
Nach dem Realexamen absolvierte er eine Berufsausbildung in Deutschland und war anschließend zwischen 1922 und 1929 als Maurer tätig.
Daneben begann er seine politische Laufbahn innerhalb der Sozialdemokratischen Arbeiterpartei und wurde zunächst 1927 Sekretär von deren Jugendverband in Schonen. 1934 erfolgte seine Wahl zum Vorsitzenden des Jugendverbandes der Schwedischen Sozialdemokratischen Arbeiterpartei (Sveriges socialdemokratiska ungdomsförbund) als Nachfolger von Adolf Wallentheim. Dieses Amt bekleidete er sechs Jahre lang bis zu seiner Ablösung durch Ossian Sehlstedt im Jahr 1940.
Im Anschluss wurde er 1940 Parteisekretär der Sozialdemokraten als Nachfolger von Anders Nilsson sowie 1941 Mitglied des Reichstages. 1945 übergab er das Amt des Parteisekretärs an Sven Andersson, nachdem er selbst zum Kommunikationsminister in die Regierung von Ministerpräsident Per Albin Hansson berufen wurde und dieses Amt auch unter Hanssons Nachfolger Tage Erlander behielt.
Im Rahmen einer Kabinettsumbildung ernannte ihn Erlander am 1. Oktober 1951 zunächst zum Verteidigungsminister und danach bei einer erneuten Regierungsumbildung am 22. März 1957 zum Sozialminister. Als solcher führte er zahlreiche Reformen ein wie die allgemeine Altersrente.
Bei einer weiteren Regierungsumbildung berief ihn Erlander schließlich am 19. September 1962 zum Nachfolger von Östen Undén als Außenminister Schwedens. Diese Funktion bekleidete Nilsson fast neun Jahre bis zum 30. Juni 1971. Als Außenminister schlug er am 1. Januar 1969 Nordvietnam in einem Telegramm die Aufnahme diplomatischer Beziehungen vor. Damit war Schweden das erste westliche Land, das Nordvietnam anerkannte.
Nach seinem Ausscheiden aus dem Reichstag 1976 zog sich Nilsson weitgehend aus dem politischen Leben zurück.